# Monopeltis schoutedeni
Espèce
Monopeltis schoutedeni est une espèce d'amphisbènes de la famille des Amphisbaenidae.

## Répartition
Cette espèce se rencontre en République démocratique du Congo et au Gabon.

## Étymologie
Cette espèce est nommée en l'honneur de Henri Schouteden.

## Publication originale
- Witte, 1933 : Description de deux amphisbaenides nouveaux du Congo Belge. Revue de Zoologie Africaine, vol. 23, no 2, p. 168-171.